# Wereldkristal
Het wereldkristal, ook Planck-Kleinertkristal, is een alternatief theoretisch model dat het universum beschrijft, dat uitgaat van het feit dat kristallen met roosterdefecten dezelfde niet-euclidische geometrie hebben als gekromde ruimten en torsievelden, die in de Einstein-Cartanzwaartekrachttheorie worden beschreven, in overeenstemming met de algemene relativiteitstheorie. Dit model illustreert dat de wereld op de schaal van de plancklengte heel andere eigenschappen zou kunnen hebben dan door de snaartheoretici wordt voorspeld.
In dit model creëert massa defecten in de ruimtetijd, welke op hun beurt effecten zoals onder andere kromming veroorzaken.